# Касонго Бонсве
Касонго Бонсве (*д/н — бл. 1685) — 7-й мулохве (володар) держави Луба в 1675—1685 роках. В міфах народу луба його часто плутають з Касонго Кабундулу.

## Життєпис
Онук мулохве Касонго Мвіне Кібанзи і син Маньоно, який помер ще за життя свого батька. За легендою Бонсве був його улюбленим онуком. 
Посів трон близько 1675 року. З самого початку стикнувся з повстанням своїх вуйків, яких підтримали могутні клани — родичі мулохве по материнській лінії. Запекла боротьба суттєво послабила державу.
Касонго Бонсве зміг здобути перемогу, але Луба втратила значну частину володінь. Помер близько 1685 року. Трон спадкував син Мвене Комбе Даї.